# Telsen
Telsen è un comune dell'Argentina situato nel dipartimento di Telsen, di cui è capitale, in provincia di Chubut.